# قيادة فلسطين
كانت قيادة فلسطين قيادة عسكرية بريطانية في فلسطين الانتدابية وإمارة شرق الأردن.

## تاريخ
تم تشكيل القيادة في فبراير 1922 بهدف السيطرة على جميع القوات البريطانية في فلسطين الانتدابية. في عام 1930، بعد اندلاع الأعمال العدائية بين السكان العربواليهود، تم نشر الكتيبة الثانية، كتيبة جنوب ستافوردشاير والكتيبة الأولى، فوج نورثهامبتونشاير في فلسطين. في سبتمبر 1936، بعد تصاعد العنف، تم إيفاد الفريق السير جون ديل هناك. بعد الحرب العالمية الثانية، مع هجرة اليهود، ازدادت التوترات ووصلت فرقة المشاة الأولى إلى فلسطين. في مايو 1948 انتهى انتداب المملكة المتحدة وانسحبت القوات البريطانية في الشهر التالي.

## القادة
كان القادة على النحو التالي:
- 1936-1937: الفريق السير جون ديل
- 1937-1938: الفريق أرشيبالد ويفل
- 1938-1939: الفريق روبرت هاينينغ  [لغات أخرى]‏
- 1939-1940: الفريق مايكل باركر  [لغات أخرى]‏
- 1940-1940: الفريق جورج جيفارد  [لغات أخرى]‏
- 1940-1941: الفريق فيليب نيام  [لغات أخرى]‏
- 1941-1941: الجنرال السير هنري ميتلاند ويلسون
- 1941-1944: اللواء دوغلاس ماكونيل  [لغات أخرى]‏
- 1944-1946: الفريق جون دارسي  [لغات أخرى]‏
- 1946-1947: الفريق السير إيفلين باركر  [لغات أخرى]‏
- 1947-1948: الفريق جوردون ماكميلان  [لغات أخرى]‏